# 宗教番組
宗教番組（しゅうきょうばんぐみ）は、宗教を主題に置く番組。ここでは、特定の宗教団体が、自らの布教目的で放送するものを主に扱う。

## 概観
キリスト教信者が多い国においては、ラジオ局自体がキリスト教の宗教放送専門放送局の場合があり、よく「クリスチャン・ラジオ」「バイブル・ラジオ」と呼ばれる。これらの局においては、ほぼ一日中話題は聖書にちなんだ話題が選ばれ、音楽はゴスペルや賛美歌などが選曲される。世界的にラジオ局を有するFEBCやアンデスの声を始め、西ヨーロッパや北アメリカには中波・短波やFMによるクリスチャン・ラジオが多い。

## アメリカ
アメリカ合衆国では「映像布教」として、宗教専門テレビ局があり「テレビ伝道師」が聖書の教えを説いており、ラジオと同様に説教が映像で配信される。衛星放送が普及した現在では、国内のみならず海外での布教を目的に、複数の放送衛星を通じて、世界で視聴できるようにしている放送局もある。アメリカの場合は、宗教放送局が「布教目的の宗教法人」として、放送局に対する租税が免除されている。宗教放送局の経営は、信者の献金で運営している。
- アンデスの声（アメリカ合衆国）

## 韓国
韓国では基督教放送がラジオ及び衛星放送で放送され、仏教放送や圓音放送のような仏教系のラジオ局もあり、これらの放送局の時報音は、梵鐘の音をそのまま使用している。FEBCも言語統制令（1980年12月発効）によるマスメディアの統合・整理以前からソウルと済州島から中波放送（のちにFMも開局）を行っていたが、統制令の事実上の解除（1988年）以後は、上記の仏教放送、圓音放送などと同様に全国ネットワークが敷かれた。
- 自由の声放送
- 荒れ野の声

## バチカン
国全体がローマ・カトリック教会の宗教施設であるバチカン市国では、ローマ教皇庁が運営する宗教放送局であるバチカン放送が存在し、全世界のカトリック信者に向けて放送されている。

## フィリピン
- ラジオ・ベリタス・アジア

## その他海外
- トランス・ワールド・ラジオ
- アドベンチスト・ワールド・ラジオ

## 日本
日本において、民間放送で放送される布教番組は全て放送枠買い取り・持ち込みによるものである。かつては民間放送の事業者が直接制作する布教番組も放送されていたが、2016年3月の『浄土宗の時間』（文化放送自主制作）の終了を最後に姿を消し、それ以降、放送事業者が直接制作する宗教番組は、全て公共放送局のNHKで放送されるもの（厳密には制作子会社のNHKエンタープライズが関与したもの）となっている。
教義上の理由（朝のお務め等）もあるが、費用（スポンサー料）が廉価である早朝・深夜に主に放送されている。ラジオ番組に関しては、基本的に中波放送局（AM局）の単独による全国ネットだが、『天使のモーニングコール』だけは例外で、超短波放送局（FM局・広域、コミュニティとも）とAM局の混合全国ネットとなっている。もっとも、一般視聴者へ向けて大衆的な番組が放送される場合もある。
宗教団体が自らの専用放送局を所有する例は世界には多いが、日本では放送法の取り決めによりこれらの布教番組だけを専門に扱う放送事業者の開設が認められておらず、文化放送が宗教色を薄めた準教育局に転換された上でようやく国（監督省庁は郵政省）に認可された経緯がある。2006年7月24日に港区浜松町に移転するまで使用された新宿区四谷（若葉）の本社社屋が特徴的な形をしているのは、教会施設（教会堂）を改修して転用されたため。
アメリカ合衆国の占領下にあった沖縄県をサービスエリアとした極東放送でも、日本復帰（1972年5月15日）に伴いFEBCの手を離れ、財団法人が運営する純民間放送に移行した。
インターネット時代になると、ラジオ放送はコスト面以外にもリスナーや信者の高齢化およびそれに比例した聴取者の減少が著しいということもあり、インターネット番組やポッドキャスト番組への転換など、地上波も含んだラジオ番組からの撤退ないしネット局を大幅に縮小する宗教団体が増えている。
- 太陽のほほえみ（カトリック善き牧者の会） - 1996年3月放送終了
- 宗教の時間（日本テレビ系列）- 2001年3月放送終了
- 円応教の時間（円応教） - 2005年3月放送終了
- ハーベストタイム（ハーベスト・タイム・ミニストリーズ）- 2010年3月放送終了
- 聖書の話（東京聖書センター） 
  - CBCラジオ版 - 2012年3月放送終了
  - 北日本放送ラジオ版は持続中。
- さあ、やるぞ 必ず勝つ（阿含宗） - 2013年9月放送終了
- 阿含名作シリーズ（阿含宗） - 2013年9月放送終了
- 精神文化の時間（精神文化映像社） - 2013年11月放送終了
- パーフェクト リバティー教団の時間（パーフェクト リバティー教団）- 2015年1月放送終了
- 東本願寺の時間（東本願寺）- 2015年9月放送終了
- 浄土宗の時間（浄土宗） - 2016年3月放送終了
- おてつぎ運動の時間（総本山知恩院） - 2016年3月放送終了
- 仏法と孝道（孝道教団）- 2017年3月放送終了
- 中国世界遺産ものがたり（創価学会） - 2017年9月放送終了
- モラジオ　ちょっといい話（モラロジー研究所）- 2018年3月放送終了
- 高野山の時間（高野山真言宗） - 2018年4月放送終了
- テレビ版『心のともしび』（カトリック善き牧者の会）- 2019年11月放送終了
- 心のいこい（念法眞教） - 2020年3月放送終了
- 幸福への出発（生長の家） - 2020年12月放送終了
- ラジオライブラリー「新・人間革命」（聖教新聞社 / 創価学会） - 2021年3月放送終了
- 禅のこころ-曹洞宗- （曹洞宗） - 2021年3月放送終了
- クローバーコラム～The Zen～（曹洞宗） - 2022年3月放送終了
- 曹洞宗　今日のこころ　私のこころ（曹洞宗中国管区教化センター） - 2022年3月放送終了
- 曹洞宗の時間（曹洞宗北海道管区教化センター） - 2022年3月放送終了
- みほとけとともに-西本願寺の時間（浄土真宗本願寺派）- 2022年9月放送終了（全国ネット版）

北日本放送ラジオの単独放送に移行したうえで現在も持続している。
- 天理教の時間（天理教）- 2023年3月放送終了
- 本願寺岐阜別院「こころの窓」（本願寺岐阜別院）- 2024年4月放送終了
- あなたのそばに歎異抄（築地本願寺）
- 伊勢神宮便り（伊勢神宮）
- 1万年堂出版の時間（浄土真宗親鸞会）[2]
- 大本の時間（大本）
- カルバリーチャペルアワー（大和キリスト教会）
- 希望の声（日本ペンテコステ教団富雄キリスト教会・エリムキリスト教会）
- 宗教の時間 (NHKラジオ)（NHKラジオ第2放送）- 布教を目的とはせず、さまざまな角度から宗教に関する話題を取り上げる、公共放送の番組。
- こころの時代（NHK教育テレビ）- インタビュー番組であるが、宗教家の出演が多い。旧｢宗教の時間｣
- 心のともしび（カトリック善き牧者の会）
- ゴスペルジェネレーション（峰町キリスト教会）
- 金光教の時間（金光教）
- 生命之光（キリストの幕屋）
- 新千年紀宣言（世界基督教統一神霊協会）
- 聖書と福音  （キリスト集会）
- 大徳寺昭輝の天の夢
- 大雄院といっしょ!（大雄院）
- 天使のモーニングコール（幸福の科学）
- 如是我聞（日蓮宗）
- 拝、ボーズ!!（エフエムくらしき）
- バプテストアワー（沖縄バプテスト連盟）
- 比叡の光（比叡山延暦寺）
- 光とともに（セブンスデー・アドベンチスト教会）
- 福音の光（近畿福音放送伝道協力会）
- フレンドシップラジオ（ビージャパン、キリスト教系）
- まことの救い（日本福音宣教会）
- 身延山の時間（日蓮宗）
- 希望のこえ（日本同盟基督教団西大寺キリスト教会）
- 世の光（太平洋放送協会）
- よろこびへの扉（ホレンコ）
- ライフ・ライン（太平洋放送協会）
- ルーテルアワー「心に光を」（日本ルーテル・アワー→西日本福音ルーテル教会）
- 私の書いたポエム（曹洞宗）- 2020年3月スポンサー離脱・一般番組化
- 信仰の時間（朝日放送ラジオ）
- あなたとニー（根）コネクト（末日聖徒イエス・キリスト教会日本沖縄ステーク）
- カトリックの時間（カトリック玉造教会）

### 海外からの日本語放送
前述の通り日本では宗教放送局が認められないため、海外から放送を行うことがある。
- FEBC（キリスト教系、大韓民国から放送）
- BBN聖書放送（キリスト教系、米国のラジオ局だが日本語放送はインターネットのみ）
- オウム真理教放送（オウム真理教、ロシアから放送）